# Economía de Ghana

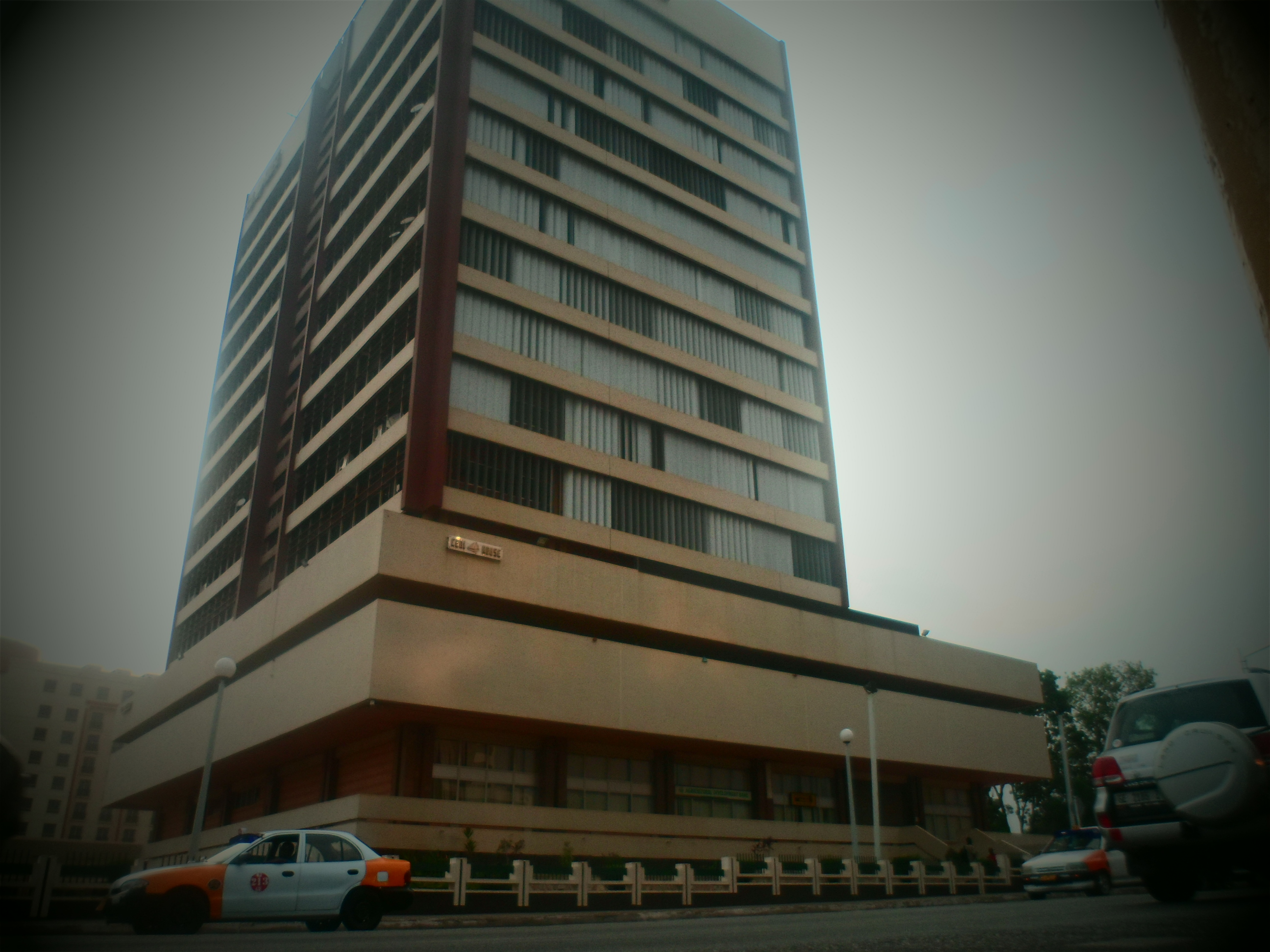
El edificio de la Bolsa de valores del Ghana (GSE).

Ghana tiene como principal fuente de ingresos de los agricultores el cacao, y sus productos derivados, que normalmente suelen consistir en dos tercios de la cuantía total de las exportaciones, la madera, el aceite de palma, el coco y otros productos de la palmera, el karité, del que se extrae grasa comestible y el café. Además de estos productos tradicionales, Ghana ha incorporado a su agricultura nuevos productos como piñas, anacardos(Marañón), pimienta negra, ñame, yuca, plátanos,
También dispone de aves de corral, pescado y carne.La economía depende en gran medida de la agricultura, sobre todo del cacao, y del oro. Esas actividades aportan cerca de la mitad del PIB.
Los resultados económicos de Ghana están condicionados por los factores climáticos, que pueden
perjudicar a la producción agrícola, y por las variaciones de los precios internacionales de los
productos básicos. Desde mediados de 1999, la caída de los precios del cacao y el oro y el aumento
de los precios del petróleo han debilitado la economía, debido a un grave deterioro de la relación de
intercambio. El sector manufacturero de Ghana, que representa aproximadamente el 10 por ciento
del PIB, sigue estando subdesarrollado y adolece de muchas ineficiencias.
Se practica la minería —principalmente de oro, diamantes, manganeso y bauxita [cita requerida]cuenta con 5,0 millones de barriles de petróleo crudo de las reservas, que es el 6.ª más grande en África y 25.ª mayor reserva de petróleo crudo del mundo.Su economía está centrada en el monocultivo de cacao en 2022, Ghana perdió 18.000 hectáreas de bosque primario, un aumento de casi el 70% con respecto a 2021 el mayor aumento en la pérdida de bosques de cualquier país en los últimos años según datos de la FAO, siendo una de las mayores empresas  señaladas por la deforestación a cargo de Richard Adjei Frimpong.
La emisión de sellos postales, principalmente destinado al coleccionismo filatélico, es también una importante fuente de ingreso para su economía.
El turismo se ha convertido en una de las fuentes de ingresos y el gobierno de Ghana ha puesto mucho énfasis en apoyar el crecimiento de este sector.

## Agricultura
De acuerdo a datos de la FAO el sector agrícola está dominado por la agricultura de subsistencia, que representa el 36 por ciento del PIB y emplea al 60 por ciento del total de la fuerza de trabajo. Los campesinos explotan pequeñas parcelas cultivadas por sus familias con escasa tecnificación que abarcan el 80 por ciento de la producción agrícola l
Ghana produjo en 2018:
- 20,8 millones de toneladas de mandioca (cuarto productor más grande del mundo, solo superado por Nigeria, Tailandia y Congo);
- 1,4 millones de toneladas de taro (cuarto productor más grande del mundo, solo superado por Nigeria, China y Camerún);
- 947 mil toneladas de cacao (segundo productor mundial, solo superado por Costa de Marfil);
- 753 mil toneladas de naranja (19.º productor mundial);

Gran parte de la economía está centrada en el monocultivo de cacao en 2022, Ghana perdió 18.000 hectáreas de bosque primario, un aumento de casi el 70% con respecto a 2021 el mayor aumento en la pérdida de bosques de cualquier país en los últimos años según datos de la FAO, siendo una de las mayores empresas  señaladas por la deforestación a cargo de Richard Adjei Frimpong.
Además de producciones más pequeñas de otros productos agrícolas.

## Historia
Durante los años previos a la colonización y tras su abolición a comienzos del siglo XIX, los ingleses monopolizaron el comercio de esclavos en la zona dominado por los Ashantis, quiénes monopolizaban también el comercio de oro, y brindaron su apoyo a los máximos rivales de estos. En consecuencia se produjeron las guerras Anglo-Ashantis, vencidas como no por la poderosa colonia británica que en 1895 proclamó un protectorado en el norte del territorio, controlando además la zona de la costa. El interior del Estado continuaba en manos de los Ashantis. Finalmente y tras una nueva guerra en la que la capital fue destrozada a cañonazos, el rey Inglés proclamó que el reino Ashanti pasaría a formar parte de las Colonias Británicas en la Costa del Oro.

### sigloXX
Cerca del 44,73% de la población del país vive por debajo del umbral de pobreza. Ghana ocupa el puesto 140 de los 189 países incluidos en el Índice de Desarrollo Humano y un 24 por ciento en pobreza extrema

### Actualidad
Tras la constante caída del valor real de la divisa nacional el Cedi, en el 2014, la inflación se incrementó rápidamente, y el valor del tercer Cedi cayó hasta un cuarto de su valor originalmente impreso. Esta caída de valor se contuvo en el último trimestre del 2014 cuando este circulante se estabilizó tras la solicitud de un cese de pagos negociado (un supuesto bailout) y tras la renegociación de la deuda del Gobierno de Ghana al FMI.
La percepción de la corrupción en los últimos cinco años en Ghana ha empeorado, lo que ha venido acompañado de un descenso de su posición en el ranking internacional de corrupción lo que frena las inversiones. Según los datos de 2014 en Ghana el 10% de la población más rica consume casi un tercio de los recursos, la misma cantidad que consume el 60% más pobre. Por el contrario, el 10% más pobre sólo accede al 2% de los recursos.
Producto de la liberalización y privatizaciones la corrupción se ha desbordado, Ghana es uno de los 50 países más desiguales del mundo y, como señala Oxfam en sus últimos informes, en este país “la desigualdad está en aumento, socavando la reducción de la pobreza, frenando el crecimiento económico y amenazando la estabilidad social. En Ghana el 10% de la población más rica consume casi un tercio de los recursos 32%, la misma cantidad que consume el 60% más pobre. Por el contrario, el 10% más pobre sólo accede al 1.2% de los recursos El sector agrícola sigue siendo crucial y representa alrededor del 30% del PIB y el 50% del empleo. El volumen de las exportaciones tradicionales (cacao, oro) es importante dentro de la economía. En la actualidad la economía del país es ampliamente dependiente del comercio con China. El sector de la agricultura es la mayor fuente de ingresos para la mayoría de los ghaneses constituyendo un 60%.  La inversión en la agricultura disminuyó en la última década y representa sólo 6,2% de la inversión del gobierno. En 2022 el país entró nuevamente en default tras las reformas impulsadas por el FMI en 2020.Tras cuatro años de supervisión del FMI el índice de inflación interanual supero el 40%, el tipo de interés de referencia está en el 29,5% y para el gasto público de 2024 prevista una reducción equivalente al 2% del PIB.
En los últimos años su uso se ha generalizado como moneda de ahorro y para transacciones comerciales en Nigeria y Ghana por la fuerte devaluación de sus monedas. La depreciación la moneda ghanesa del orden del 90 por ciento ha provocado la extensión de la utilización del Franco en dichos países ya que es más fácilmente convertible y más estable que las dos monedas nigeriana y ghanesa.
En los últimos años ha reforzado las políticas de mercado llevando a cabo un recorte de gasto público masivo, privatizaciones y liberalización del tipo de cambio que llevaron al aumento de la pobreza y la mayor contracción del Pbi de todo el continente durante el periodo 2018/2023. La liberalización monetaria llevó a la pérdida del valor de la moneda en un 87 por ciento respecto a 2016.El crecimiento económico se ve frenado por la corrupción endémica en el país especialmente en el ámbito judicial.En Ghana las empresas suelen citar la corrupción como un obstáculo para operar en el país. La corrupción es frecuente en contratos financiados localmente y las empresas son objeto de sobornos cuando operan en zonas rurales.